# 截半立方體半形
截半立方體半形是一種抽象多面體，為截半立方體的半形體，其面數、邊數和頂點數皆僅有截半立方體的一半，可透過將八面體半形或立方體半形進行截半變換來構造。其拓樸結構與四面半六面體同構，亦可以將截半立方體半形視為是轉換成實射影平面鑲嵌的四面半六面體。

## 性質
截半立方體半形由7個面、12條邊和6個頂點組成，是一種抽象七面體，可以被具象化為四面半六面體。其位於實射影平面上時是一個2-流形，然而具象化為四面半六面體則因為面與面相交而不能看做是一個流形。在組成截半立方體半形的7個面中
截半立方體半形是一種邊可遞的立體，這代表著任何邊都可以透過旋轉、鏡射或平移整個立體讓某條邊變換到另外一條邊，同時也意味著稜的結構相同。在截半立方體半形中，所有稜都是正方形和三角形的公共稜。

### 構造
截半立方體半形可以被具象化為4個三角形和3個正方形組成的實射影鑲嵌圖:267，並且可以透過將實射影平面轉變為在半球面上，並連接所有對蹠點來構造。

## 對偶多面體
菱形十二面體半形由6個組成，與上述的七面體（截半立方體半形）互為對偶多面體。菱形十二面體半形可被具象化為一個由3個凸四邊形與3個交叉四邊形組成的實射影平面的多面體。菱形十二面體半形與截半立方體半形皆為邊可遞的立體。

## 相關多面體

### 四面半六面體
四面半六面體與截半立方體半形拓樸同構，同時四面半六面體也可以視為是截半立方體半形浸入三維空間的結果。